# رتبه آرایه‌شناختی
رتبهٔ آرایه‌شناختی (به انگلیسی: Taxonomic rank) یا طبقهٔ آرایه‌شناختی، اصطلاح چکیده‌ای است که در «طبقه‌بندی علمی» و «آرایه‌شناسی» جانداران به کار می‌رود. طبقهٔ آرایه‌شناختی، سطح یک آرایه (Taxon) را در سلسله مراتب آرایه‌شناختی نشان می‌دهد. آرایه‌های رده‌بندی (classification) در یک رتبهٔ آرایه‌شناختی، گروه‌هایی از ارگانیسم‌ها هستند که در یک سطح دسته‌بندی می‌شوند.

## رتبه‌های اصلی آرایه‌شناختی
در رده‌بندی جانداران هشت رتبهٔ اصلی وجود دارد که از بزرگ به کوچک بدین قرارند:
- دامنه: Domain
- فرمانرو (سلسله): Kingdom
- دسته: Division (در مورد گیاهان)، شاخه: Phylum (برای جانوران)
- رده: Class
- راسته: Order
- تیره (برای جانوران «خانواده» نیز به کار می‌رود): Family
- سرده (گاه «جنس» نیز خوانده می‌شود): Genus
- گونه: Species

رتبه‌های (طبقه‌های) گیاه‌شناسی و جانورشناسی گاه اندکی متفاوتند.

## پسوندهای رده‌بندی
در رده‌بندی جانداران پسوندهای استانداردی بر پایه سلسله (فرمانرو) و گاه بر پایه شاخه یا رده به‌کار می‌رود که در جدول آمده است. برای بسیاری از آن‌ها در نام‌های فارسی پسوند -ان و -گان- به‌کار می‌رود و برای phyta- بیشتر پسوند -رُستیان و رویی‌ها به‌کار می‌رود.

## فهرست تکمیلی اصطلاحات رده‌بندی و پیوند میان آن‌ها
رده‌بندی جانداران از کلی‌ترین تا جزئی‌ترین رتبه‌ها:

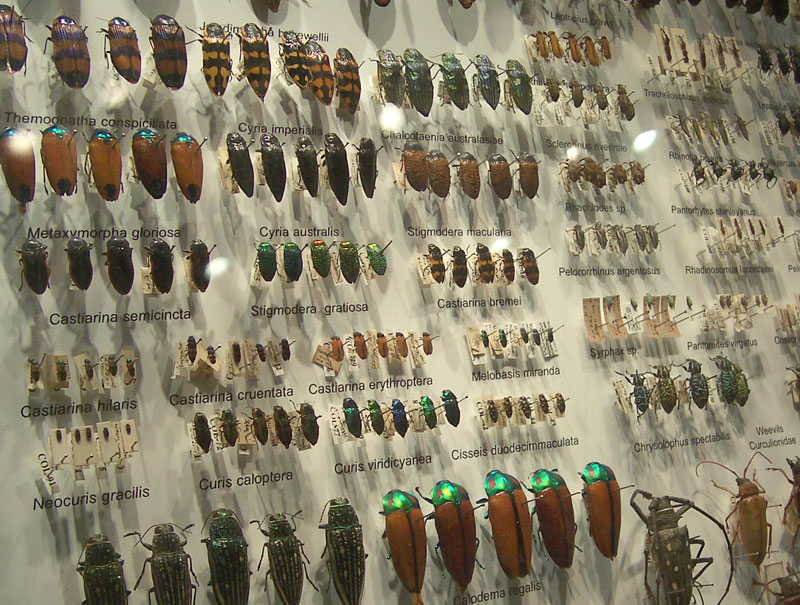
کلکسیون بزرگی از قاب‌بالان

- دامنه یا بالافرمانرو (Domain یا Superkingdom)
  - فرمانرو یا سلسله (kingdom)
    - زیرفرمانرو (Subkingdom)
      - رشته (Branch)
        - فروفرمانرو (Infrakingdom)
- بالاشاخه (Superphylum) یا بالادسته (Subdivision) در گیاه‌شناسی
  - شاخه (Phylum) یا دسته (Division) در گیاه‌شناسی
    - زیرشاخه (Subphylum) یا زیردسته (Subdivision) در گیاه‌شناسی.
      - فروشاخه (Infraphylum) یا فرودسته (Infradivision) در گیاه‌شناسی
        - ریزشاخه (Microphylum)
- بالاهمزادان (Supercohort) در گیاه‌شناسی
  - هم‌زادان (Cohort) در گیاه‌شناسی
    - زیرهم‌زادان (Subcohort) در گیاه‌شناسی
      - فروهم‌زادان (Infracohort) در گیاه‌شناسی
- بالارده (Superclass)
  - رده (Class)
    - زیررده (Subclass)
      - فرورده (Infraclass)
        - خردرده (Parvclass)
- بالاهنگ (Superlegion) در جانورشناسی
  - هنگ (Legion) در جانورشناسی
    - زیرهنگ (Sublegion) در جانورشناسی
      - فروهنگ (Infralegion) در جانورشناسی
- کلان‌راسته (Magnorder)
  - بالاراسته (Superorder)
    - بزرگ‌راسته (Grand-order)
      - میرراسته (Mirorder)
        - راسته (Order)
          - زیرراسته (Suborder)
            - فروراسته (Infraorder)
              - خردراسته (Parvorder)
- دسته (تنها برای جانوران) (division)
  - زیردسته (تنها برای جانوران) (subdivision)
- بخشه (تنها برای جانوران) (Section)
  - زیربخشه (تنها برای جانوران) (Subsection)
- بالاخانواده/بالاتیره (superfamily)
  - زنجیره (برای پولک‌بالان) (Series)
    - گروه (برای پولک‌بالان) (Group)
      - تیره/خانواده (Family)
        - زیرتیره/زیرتیره (Subfamily)
          - فروتیره (Infrafamily)
- بالاتبار (Supertribe)
  - تبار (Tribe)
    - زیرتبار (Subtribe)
      - فروتبار (Infratribe)
- سرده یا جنس (Genus)
  - زیرسرده (Subgenus)
    - بخشه (تنها برای گیاهان) (Section)
      - زیربخشه (تنها برای گیاهان) (Subsection)
- بالاگونه (Superspecies) یا گروه‌گونه
  - گونه (Species)
    - گروه زیرگونه‌ای (Subspecies Group)
      - زیرگونه (Subspecies) یا ریخت‌ویژه (Forma specialis) در قارچ‌ها
        - جوره (variety) در گیاه‌شناسی
          - زیرجوره (Subvariety) در گیاه‌شناسی
            - دیسه (form) در گیاه‌شناسی و ریخت (morph) در جانورشناسی
              - زیردیسه (Subform) در گیاه‌شناسی
- سویه (Strain) در باکتری‌ها
  - زیست‌جوره (Biovar)
    - ریخت‌جوره (Morphovar)
      - سروم‌جوره (Serovar)

در کشاورزی زیرگونه‌ای از گیاهان کشت شده وجود دارد به نام رَقَم (Cultivar).
از میان این رتبه‌های گوناگون، تنها گونه است که تعریف دقیق زیست‌شناختی دارد. سطح‌های دیگر برای نمایش تبارزایی اندامگان مورد مطالعه استفاده می‌شوند و تا اندازه‌ای به داوری شخص پژوهشگر بستگی دارند. برای بیشتر گروه‌های جاندار تمام این رتبه‌ها کاربرد ندارند و بیشتر برای موارد پیچیده‌تر مانند حشرات به‌کار می‌روند.

## نام برخی از رده‌ها، راسته‌ها و تیره‌های گیاهی و جانوری با برابر انگلیسی آنها
- آب‌بازان
- آبشش‌دمان (Branchiura)
- اسفنجها (Porifera)
- آخوندک‌ها (Mantodea)
- بازوپایان (Brachiopod)
- بافته‌بالان (Plecoptera)
- بالتوری‌ها (Neuroptera)
- بزرگ‌بالان (Megaloptera)
- بسفایجیان (polypodiaceae)
- بندپایان (Arthropoda)
- بی‌بالان (Zoraptera)
- بی‌دندانان (Edentata)
- بی‌شاخکان (Protura)
- بی‌مهرگان (Invertebrata)
- بیدیان (Salicaceae)
- بینی‌سران (Rhynchocephalia)
- بینی‌کوتاهان (brachyrhynque)
- پاحبابداران (Thysanoptera)
- فنردمان (Collembola)
- پاروپایان (Copepoda)
- پَرآبششیان (Pterobranchia)
- پرتاران (Polychaeta)
- پرزیوگان (polyzoa) یا خزه‌زیان (bryozoa)
- بادخورکسانان (apodiformes)
- پرسیاوشان (Pterideae)
- پرندگان سوسمارنما (Archaeornithes)
- پریاختگان جانوری (Metazoa)
- پنجه‌گرگیان (Lycopodiaceae)
- پنیرکیان (Malvaceae)
- پهن‌ماهیان (Pleuronectidae)
- پوست‌بالان (Dermaptera)
- پوشیده‌کامان (Phylactolaemata)
- پولک‌بالان (Lepidoptera)
- پیچ اناریان (Bignoniaceae)
- پیچیده‌بالان (strepsiptera)
- پیش‌کامان (Enopla)
- تارپایان (Embioptera)
- تارمکان (Acanthobdellidae)
- تاژکداران (Flagellate)
- پروتوزوآ (Protozoa)
- تَمیسیان (Dioscoreaceae)
- جوربالان (Isoptera)
- هم‌بالان (Homoptera)
- جورپایان (Isopoda)
- چتریان (Apiaceae)
- چوبک‌مانندها (phasmatodea)
- حاشیه‌بالان (Thysanoptera)
- حشرات (Insecta)
- خرچنگ‌سانان (Crustocea)
- خزندگان (Reptilia)
- خزه‌زیان (Bryozoa)
- دم‌چنگالان (Diplura)
- دم‌ریشکداران (Thysanura)
- دم‌فنری‌ها یا فنردمان یا پادُمان (Collembola)
- دم‌مویان (Microcoryphia)
- دوبالان (Diptera)
- دوزیستان (Amphibia)
- دوزیستان دمدار (Caudata)
- دوکامیان (digenea)
- دوکفه‌ای‌ها (Bivalvia)
- ده‌پایان (Decapoda)
- راست‌بالان (Orthoptera)
- راست‌حفرگان (rhabdocoelida)
- رتیل‌ها (Sulifugae)
- روزنداران (Foraminifera)
- ریسه‌داران (Thallophyta)
- ریش‌بزیان (ephedracea)
- ریشه‌داران (Rhizopoda)
- راست‌شناوران (Orthonectida)
- زالوها (Hirudinea)
- زالوسانان (bdolloidea)
- سپرآبششان (aspidobranchiata)
- سپرشکمان (aspidogastraea)
- ستاره‌وشان (asteroidea)
- سدابیان (rutaceae)
- سرپایان (Cephalopoda)
- سرخرطومی‌ها (Curculionidae)
- سرسپریان (Cephalaspis)
- سرطنابیان (نیزکیان) (Cephalochordata)
- سرمیگوئیان (cephalocardia)
- سرویان (Cupressaceae)
- سنجاقکها (odonata)
- سوزن‌بالان (Raphidioptera)
- سوسری‌ها (Blathodea)
- سوسماران (Sauria)
- سوسمارهای خاردم (Uromastycidae)
- بی‌شاخکان (Protura)
- شانه‌کامان (ctenostomata)
- شاهپسندیان (Verbenaceae)
- شاهترگان (Fumariaceae)
- شاهدانگان (Cannabinaceae)
- شکم‌پایان (Gastropoda)
- شمشادیان (Celastraceae)
- صخره‌خزها
- صدفیان (Ostracoda)
- طنابداران (Chordata)
- عنکبوتیان (Arachnoidae)
- قاب‌بالان (Coleoptera)
- کاوتنان (Coelenterata)
- کبوترسانان (Columbiformes)
- کپورماهیان (Cyprinidae)
- کم‌تاران (Oligochaeta)
- کم‌حفرگان (Alloecoela)
- کنجدیان (Pedaliaceae)
- کنه‌شکلان (Acariformes)
- کوتاه‌بالان (brachyptere)
- کیسه‌تنان (Coelenterata)
- کیسه‌داران (Marsupials)
- گربه‌سانان (Felidae)
- گردن‌پوزه‌ئیان (auchenorrhyncha)
- لوله‌بالان (Siphonaptera)
- ماهی نقره‌ای‌ها (Thysanur)
- مژکداران (Ciliophora)
- مژه‌پایان (Cirripedia)
- مژه‌داران (Ciliata)
- ملخ‌های شاخک کوتاه (Acrididae)
- منقارسران (mecoptera)
- موش‌سانان (Muridae)
- موی بالان (Trichoptera)
- ناجورپایان (Amphipoda)
- ناجوردندان (Heterodont)
- نازک‌بالان (Hymenoptera)
- ناژویان (Coniferae)
- ناقوسیان (Kamptozoa)
- ناوپایان (Scaphopoda)
- نرم‌تنان (Mollusca)
- نهاندانگان (Angiospermae)
- نهانزادان (Cryptogamia)
- هم‌بالان (Homoptera)
- یکروزه‌ها (Ephemeroptera)
- پادمان collembola
- بی‌شاخکان protura
- دم‌چنگالیان diplura
- استطاله‌داران thysanura
- یکروزه‌مانندها pterygota
- طیاره‌مانندها (سنجاقک‌ها و آسیابک‌ها)
- بهاره‌مانندها plecoptera
- موریانه‌ها isoptera
- موریانه مانندها zoraptera
- چوبک‌مانندها phasmoptera
- گوش‌خیزک‌مانندها Dermaptera
- شپش کتاب جویده‌بالان Psocoptera
- پشم‌خواران Malloplaga
- شپش‌ها Anoploura
- بال‌ریشکداران Thysanoptera
- سخت‌بال‌پوشان Coleoptera
- بال‌موداران
- بال‌درازان
- بال‌پولکداران
- دوبالان
- بال‌غشاییان
- سخت‌سران (stegocephalia)
- ناجورپایان (amphipoda)
- پشیزبالان (lepidoptera)